# Barbulifer ceuthoecus
Barbulifer ceuthoecus és una espècie de peix de la família dels gòbids i de l'ordre dels perciformes.

## Morfologia
- Els mascles poden assolir 3 cm de longitud total.[4][5]

## Hàbitat
És un peix marí, de clima tropical i associat als esculls de corall que viu fins als 5 m de fondària.

## Distribució geogràfica
Es troba a l'Atlàntic occidental: des del sud de Florida (els Estats Units) i les Bahames fins a Santa Catarina (el Brasil).

## Observacions
És inofensiu per als humans.